# Bazaar (software)
(bzr, pagina man su Debian stable)
Bazaar (bzr) è un software libero per il controllo versione distribuito, ideato da Canonical Ltd.
È scritto in Python e fa parte del progetto GNU.

## Caratteristiche
Lo sviluppo di Bazaar mira alla semplicità d'uso.
Bazaar assegna un numero progressivo ad ogni revisione (commit). Ad esempio: 1, 2, 2.1.1, 3, ecc. La sotto-numerazione è assegnata per le unioni (merge) da altri rami di sviluppo (branch).
Bazaar permette nativamente di interfacciarsi ad un bug tracker. Ad esempio, sapendo che tramite il comando commit si registra una revisione; si può usare commit --fixes lp:1234 per registrare una revisione aggiungendo in più che il bug https://bugs.launchpad.net/ubuntu/+bug/1234 è stato risolto.

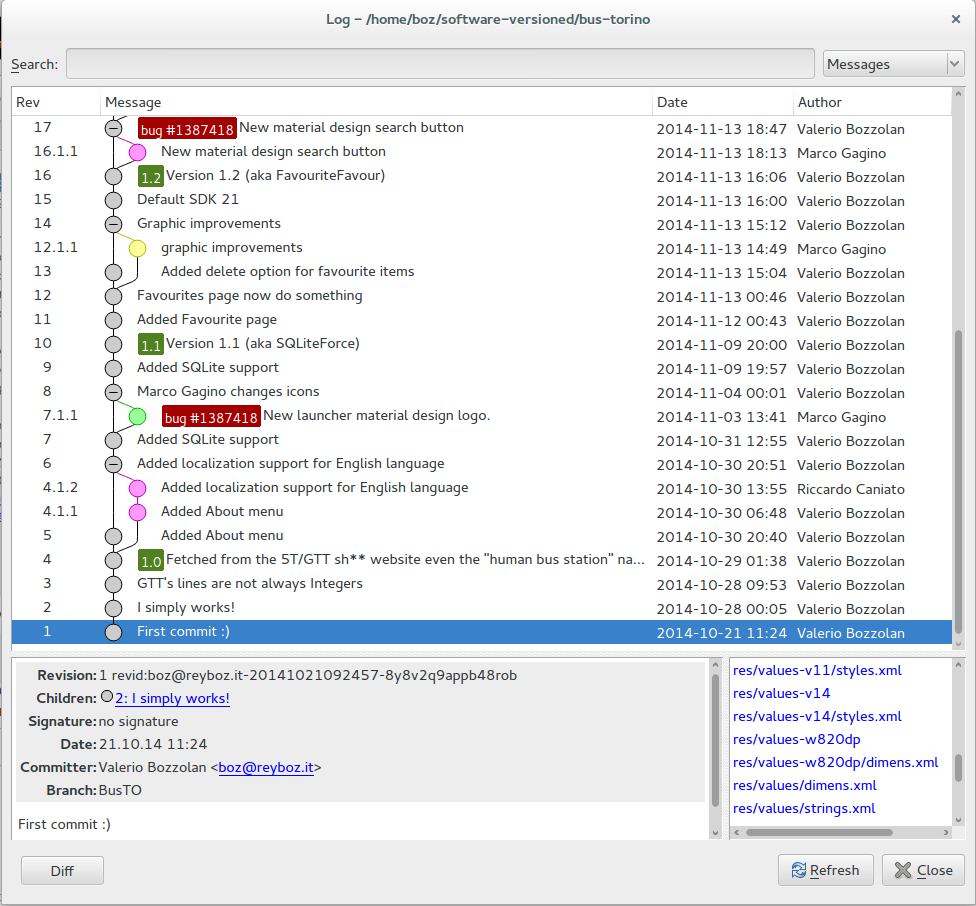
Utilizzo di Bazaar Explorer per la visualizzazione dell'intero log di modifiche apportate ad un software dopo una serie di modifiche effettuate da parte di altri utenti

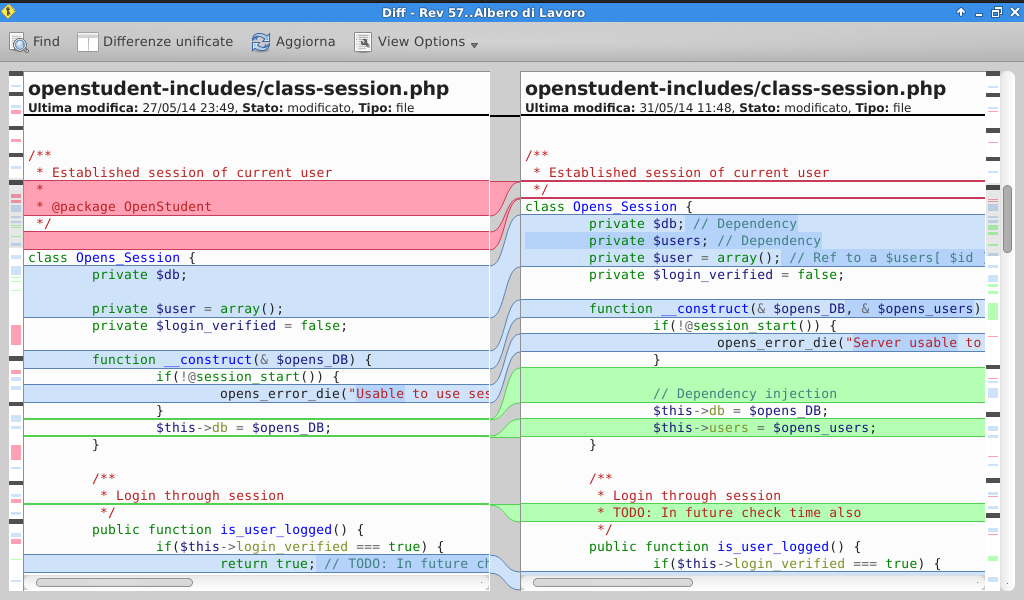
Controllo tra due versioni di un software tramite la funzione log di Bazaar Explorer

Canonical Ltd. ha realizzato un'interfaccia grafica per Bazaar, chiamata Bazaar Explorer. Una delle funzionalità fornite da questa interfaccia è la differenza grafica fra due versioni. Fra altre caratteristiche, il log ad albero.
Sono da citare anche QBzr, QBzr-Eclipse Plugin, TortoiseBZR, Bazaar GTK+ Frontends ed altre alternative a Bazaar Explorer. Tutti questi software, compreso Bazaar Explorer, sono software libero.

## Adozione

### Hosting che supportano Bazaar
Alcuni siti web rilevanti che forniscono hosting per repository Bazaar:
- Launchpad (in ritiro dal settembre 2025[11])
- GNU Savannah